# 小行星18555
小行星18555（18555 Courant）是一颗绕太阳运转的小行星，为主小行星带小行星。该小行星于1997年2月4日发现。

## 轨道参数
小行星18555的轨道半长轴为2.8316530 UA，离心率为0.037。